# 에우다이모니아
에우다이모니아 (그리스어: εὐδαιμονία [eu̯dai̯moníaː])는 일반적으로 행복(happiness)이나 잘 삶(welfare)으로 영어화되는 그리스어 단어이다. 어원적으로는 단어 "에우"(좋은)와 "다이몬"(수호신, 하위의 신)으로 구성되어 있다. 에우다이모니아는 아리스토텔레스 윤리학과 정치 철학에서 "덕", "우수함"으로 번역되는 "아레테"(aretē)와 실천적/윤리적 지혜로 번역되는 "프로네시스"(phronesis)와 함께 중심적 개념을 이루고 있다. 아리스토텔레스의 저작에서 에우다이모니아는 인간의  최고의 선의 상태, 달리 말해, 인간의 가장 잘 된 상태 또는 가장 행복한 상태를 가리키는 용어로 사용되고 있는데, 이러한 용법은 오랜 그리스 전통에 기반한 것으로 에우다이모니아가 최고선이라는 것에는 모두가 동의한다. 하지만 그 구체적 내용으로 들어가면 의견이 갈린다. 따라서, 에우다이모이나 즉 최고선이 무엇이며 어떻게 성취 또는 실현할 수 있는가를 구명하는 것이  윤리학과 정치 철학을 비롯한 실천 철학의 목표이다.

## 같이 보기
- 에우다이몬 (신화)
- 에우다이몬스
- 에우프락소피
- 인문주의
- 매슬로의 욕구단계설
- 니코마코스 윤리학
- 프로네시스
- 사회 질
- 최고선
- 덕 윤리학

## 참고 도서
- Ackrill, J. L. (1981) Aristotle the Philosopher. Oxford: Oxford University Press. ISBN 0-19-289118-9
- Anscombe, G. E. M. (1958) Modern Moral Philosophy. Philosophy 33; repr. in G.E.M. Anscombe (1981), vol. 3, 26–42.
- Aristotle. The Nichomachean Ethics, translated by Martin Oswald (1962). New York: The Bobs-Merrill Company.
- Aristotle. The Complete Works of Aristotle, vol. 1 and 2, rev. ed. Jonathan Barnes, ed. Princeton: Princeton University Press, [1984]. Bollingen Foundation, 1995. ASIN: B000J0HP5E
- Broadie, Sarah W. (1991) Ethics with Aristotle. Oxford: Oxford University Press. ASIN: B000VM6T34
- Cicero. De Finibus Bonorum et Malorum: "On Ends", H. Rackham, trans. Loeb Classical Library (Cambridge: Harvard University Press, 1914). Latin text with old-fashioned and not always philosophically precise English translation.
- Epicurus. "Letter to Menoeceus, Principal Doctrines, and Vatican Sayings," 28–40 in B. Inwood and L. Gerson, Hellenistic Philosophy: Introductory Readings, Second Edition Indianapolis: Hackett Publishing Co., 1998. ISBN 0-87220-378-6
- Irwin, T. H. (1995) Plato’s Ethics, Oxford: Oxford University Press.
- Long, A. A., and D.N. Sedley, The Hellenistic Philosophers, vol 1 and 2 (Cambridge: Cambridge University Press, 1987)
- Norton, David L. (1976) Personal Destinies, Princeton University Press.
- Plato. Plato's Complete Works, John M. Cooper, ed. Translated by D. S. Hutchinson. Indianapolis: Hackett Publishing Co., 1997. ISBN 0-87220-349-2
- Urmson, J. O. (1988) Aristotle’s Ethics. Oxford: Blackwell.
- Vlastos, G. (1991) Socrates: Ironist and Moral Philosopher. Ithaca, NY: Cornell University Press. ISBN 0-8014-9787-6
- McMahon, Darrin M., Happiness: A History, Atlantic Monthly Press, November 28, 2005. ISBN 0-87113-886-7
- McMahon, Darrin M., The History of Happiness: 400 B.C. – A.D. 1780, Daedalus journal, Spring 2004.